# معجم رجال الحديث
معجم رجال الحديث و تفصيل طبقات الرواة هو كتاب في علم الرجال يتكون من اربعة وعشرون جزء للمرجع الشيعي أبو القاسم الخوئي، والذي ألف كتابه هذا بدافع انتشال علم الرجال من الإهمال الذي وجده من قِبل بعض العلماء المتأخرين تجاه هذا العلم، لكونه من العلوم المهمة في استنباط الاحكام الدينية. يتميز الكتاب بذكر المعايير الذي تثبت وثاقة الرواة.

## المؤلف
أبو القاسم بن علي أكبر بن هاشم تاج الدين الموسوي الخوئي المعروف بأبو القاسم الخوئي (1899 - 1992). هو مرجع دين شيعي، كان يترأس الحوزة العلمية بمدينة النجف بالعراق، وكان مرجعاً وزعيماً لملايين الشيعة الاثني عشرية في العالم ((أي أنه المرجع الديني الأعلى قبل المرجع علي الحسيني السيستاني )).
ترأس الحوزة العلمية في فترة حساسة بنظام الحكم بزمن صدام حسين، ووقت الثورة الإسلامية بإيران، مما جعل النظام البعثي يحس بالخطر المباشر من هذه الثورة، طالبت السلطة الخوئي بأن يصدر فتوى يعارض فيها ثورة الخميني، ولكن نتيجةً لرفضه تعرض للكثير من المضايقات على يد النظام الحاكم، وفي عام 1980م عمدت السلطة لتفجير السيارة التي كان يتنقل بها الخوئي إلى مسجد الخضراء، ولكن نجا من حادث الانفجار، إضافة لاغتيال العديد من طلاب العلم من النجف وتسفير غير العراقيين منهم إلى بلدانهم، كما أعدمت جملة من تلامذته وعلى رأسهم محمد باقر الصدر الذي أغتيل في عام 1980 لمعارضته لنظام حزب البعث.

## سبب تأليف الكتاب
بين المؤلف سبب تأليفه في مقدمة الكتاب : 
| معجم رجال الحديث | قوله:(إن علم الرجال كان من العلوم التي اهتم بشأنه علماؤنا الأقدمون، وفقهاؤنا السابقون، ولكن قد أهمل أمره في الأعصار المتأخرة، حتى كأنه لا يتوقف عليه الاجتهاد، واستنباط الأحكام الشرعية.لأجل ذلك عزمت على تأليف كتاب جامع كاف بمزايا هذا العلم) | معجم رجال الحديث |

## هيكلة الكتاب

### مقدمة الكتاب
يبدأ الكتاب بمقدمة مفصلة، ذكر فيها ستة أمور:
- ضرورة الرجوع إلى علم الرجال ومعرفة قواعده.
- كون الحجة هو خصوص خبر الثقة أو الحسن، وأن تشخيص ذلك لا يكون إلا بمراجعة علم الرجال ومعرفة أحوالهم وتمييز الثقة والحسن عن الضعيف.
- عدم العبرة بتوثيقات المتأخرين من أمثال ابن طاووس، والعلامة الحلي، وابن داود وباقي علماء الرجال المتأخرين، لعدم ظهور أحوال الرواة في بعض الأحيان.
- النظر في التوثيقات العامة المنقولة في الكتب، وإسنادها عندهم إلى مثل: المشايخ الثقات، وأصحاب الإجماع، ومشايخ الإجازة، وكثرة الرواية، والوكالة عن الإمام ، أو المصاحبة له، أو اختصاص كتاب من كتب الأصول أو غيرها بأحد وغيرها
- تفنيد وإبطال الرأي القائل بصحة كل أحاديث الكتب الأربعة صحيحة.
- التعريف بأهم المصادر الرجالية للشيعة على نحو الإجمال، كرجال البرقي، ورجال الكشي، ورجال النجاشي، ورجال ابن الغضائري، وفهرست الشيخ الطوسي، ورجال الشيخ الطوسي.[2]

### أقسام الكتاب
دُوّن الكتاب في أربعة أقسام: الأسماء، والكنى، والألقاب والنساء.
1. يختص قسم الأسماء بمن ورد اسمه في الكتب الرجالية أو الأسانيد الروائية، بدءاً من آدم أبو الحسين اللؤلؤي، وانتهاءاً بـيونس النسباني. وعددهم 13853 نفراً.
2. يختص قسم الكنى بمن ورد الحديث عنهم في الكتب الرجالية أو الأسانيد الروائية بالكنى، بدءاً بـأبو إبراهيم، وانتهاءاً بـابن يقطين. وأعدادهم 1335 راوياً.
3. يختص قسم الألقاب بمن ذُكر في الكتب الرجالية أو الأسانيد الروائية بلقبه، بدءاً بـالأجلح، وانتهاءاً بـاليعقوبي. وأعدادهم 353 نفراً.
4. يختص قسم النساء، بمن وردت أسمائهن في الكتب الرجالية أو الأسانيد الروائية، ومجموع أعدادهن 135 امرأة، بدءاً من أسماء، وانتهاءاً بـهرنية البادهية.

يبلغ مجموع الأعداد الأربعة 15676 نفراً، وإن كان أسماء بعضهم تُطابق الأسماء الأخرى في المصداق وتتحد في شخصية واحدة.

## الميزات
للكتاب خصائص وميزات، منها:
- ذكر جميع أسماء الرواة المذكورين في أسانيد الكتب الأربعة، وإن لم تكن أسمائهم واردة في الكتب الرجالية.
- الاشتمال على جميع أسماء الرواة المذكورين في الكتب الرجالية المعروفة وغير المعروفة، بمن فيهم الأسماء الواردة في كتب التراجم والكتب الرجالية المتأخرةـ مِن قبيل أمل الآمل، وتذكرة المتبحرين، وروضات الجنات، وخاتمة مستدرك الوسائل، والوسيط، وتعليقة الوحيد البهبهاني وغيرهم.
- سهولة معرفة الطبقات التي يتعلق بها الرواة؛ حيث ورد أسماء جميع من نقلوا عن الراوي في الكتب الأربعة الحديثية، أو من روى عنهم بعبارات: «روى عن فلان وفلان و...» و «روى عنه فلان وفلان...».

- إخضاع الراواة للجرح والتعديل وفق معايير المؤلف العلمية والرجالية؛ إضافة إلى ذكر نظريات باقي علماء الرجال، بما قد يخالفهم في الآراء.
- التدقيق في أصل العبارات المصحفة أو المحرفة أو الساقطة كحسن أو حسين، وأحمد أو محمد، وعن أو بِن، و .. تحت عنوان «اختلاف الكتب» و«اختلاف النسخ».
- عند ذكره لراوي يذ كر من روى عنهم و من يروي عنه.[4]

## أقوال العلماء حول الكتاب
- جعفر السبحاني:«(وأخيراً قام العلاّمة المحقّق الخوئي بتأليف كتاب اسماه معجم رجال الحديث وتفصيل طبقات الرواة، ومن خصائص ومزايا هذا الكتاب هي أنه قد ذكر في ترجمة كل شخص جميع رواته ومن روى هو عنهم في الكتب الاربعة، وقد يذكر ما في غيرها أيضاً ولا سيَّما رجال الكشي، فقد ذكر أكثر ما فيه من الرواة والمرويّ عنهم، وبذلك خدم علم الرجال خدمة كبيرة.أوّلاً: يعرف بالمراجعة إلى تفصيل طبقات الرّواةـ أعني الَّذي ذيل به كل جزء من أجزاء كتابه البالغة 23 جزءـ طبقات الرواة من حيث العصر والمشايخ والتلاميذ، وبذلك يقف الانسان على كمال السَّند ونقصانه، وربمايعرف الحلقة المفقودة في أثنائه إذا كان حافظاً للمشايخ والتلاميذ.ثانياً:يحصل التمييز الكامل بين المشتركات غالباً، فإن قسماً كبيراً من الرواة مشترك الاسم في الشخص والأب فلا يعرف الانسان أنه من هو، ولكن بالوقوف على تفصيل طبقات الرواة يميز المشترك ويعين الراوي بشخصه، والكتاب من حسنات الدَّهر)».[5]
- قال عبد الهادي الفضلي : من أهم الظواهر العلمية و الفنية لكتاب معجم رجال الحديث:

- وضع الراوي في مركزه الروائي، و ذلك بذكر أسماء جميع الرواة الذين روى عنهم، و ذكر أسماء جميع الرواة الذين رووا عنه.
- البحث العلمي - دراسة و استدلالاً - لإثبات مستوى الراوي من حيث الوثاقة و الحسن.
- الاستقصاء لجميع ما ذكر في تقييم حال الراوي من روايات و أقوال، مع دراستها علمياً لقبولها أو رفضها.

- قال عباس علي: «و الكتاب فضلاً عن كونه غنياً عن كل إشادة، و أكبر من كل إطراء، لمكانة مؤلفه و وزنه، و إنه جهدٌ موفق فيه، و مثير، تدفق به قلم إمام، و فاضت به عبقرية و خبرته و مراسه العلمي الطويل فهو من الآثار العلمية البارزة التي يستلمها جيلنا العلمي المعاصر، و التي تحمل في أعماقها عناصر إبداع ة تطوير، لا بد و إنها ستترك أثراً في طموح العديد من الرجال الذين يتدارسونها و يحملون رسالتها العلمية إلى الاجيال المقبلة و الذروة الملتمسة في هذا السبيل أن المعجم لا ترفعه إلى هذا المستوى خصيصة واحدة من الممكن أن نعزوها إلى الطاقة المبذولة في جميع ما تبعثر من أصولِ و فروعِ هذا العلم، بل هناك في ثناياه كوامن ثمينة تحتشد في ملتقيات مرصوصة لا يعبر عنها جانب واحد و إنما في مقدر المختص أن يضعها في نقاط».

## طباعته
طبع في كلا من بيروت والنجف وإيران.

## وصلات خارجية
- قراءة الكتاب - شبكة رافد
- البحث في الكتاب - فريق مساحة
- تحميل الكتاب - شبكة الفكر
- دراسة في معجم رجال الحديث